# Toutes les couleurs du vice
Série Trilogie du vice
L'Étrange Vice de madame Wardh
(1971) Ton vice est une chambre close dont moi seul ai la clé
(1972)
Pour plus de détails, voir Fiche technique et Distribution.
Toutes les couleurs du vice ou L'Alliance invisible (Tutti i colori del buio) est un giallo italo-espagnol réalisé par Sergio Martino, sorti en 1972.
Le film suit Jane Harrison, traumatisée par le meurtre de sa mère, sauvagement assassinée sous ses yeux lorsqu'elle avait 5 ans, et sa fausse couche à la suite d'un accident de voiture, jeune Londonienne, qui se sent seule, déprimée et pense qu'elle est folle. Elle est hantée par de terrifiants cauchemars où elle se fait persécuter par un homme aux yeux bleus perçants. Pour qu'elle se sente mieux, son petit ami Richard la pousse à consommer des antidépresseurs tandis que sa sœur Barbara lui conseiller de consulter un psychiatre, le docteur Burton.

## Synopsis
Traumatisée très tôt par le meurtre de sa mère dont elle a été témoin, Jane perd l'enfant qu'elle attend dans un accident de la route. Craignant de sombrer dans la folie, elle se tourne, sur les conseils de sa sœur Barbara, vers un psychiatre, le Dr Burton, avec lequel Barbara travaille elle-même. Son mari s'oppose à cette décision, mais Barbara est désorientée, ne sait pas à qui faire confiance et a parfois peur de son mari, aussi décide-t-elle d'écouter sa sœur. Pendant ce temps, Jane fait la connaissance de Mary, une femme mystérieuse qui vient d'emménager dans son immeuble et à qui elle confie ses inquiétudes.
Sous prétexte de l'aider à surmonter ses maux, Mary incite Jane à participer à une sorte de cérémonie du sabbat, une messe noire de quelques adeptes dirigée par un mystérieux prêtre. Bouleversée par ces événements et également hantée par un homme qui apparaît dans ses cauchemars et semble se matérialiser dans la réalité, Jane ne peut plus distinguer le monde des rêves du monde réel. Néanmoins, Jane continue d'assister aux sabbats et participe à un rituel à caractère sexuel, au cours duquel Mary se fait tuer en plein milieu du rituel. Jane s'enfuit, horrifiée, mais l'homme de ses cauchemars se matérialise et lui révèle que sa mère était déjà membre de la secte et qu'elle a été tuée par eux précisément parce qu'elle voulait partir. L'homme conclut en disant que Mary s'est fait tuer précisément parce qu'amener une novice et se laisser mourir est le seul moyen de quitter définitivement la secte.
Terrifiée et incapable de se sentir en sécurité, même chez elle, surtout lorsque son mari est en voyage d'affaires, Jane se tourne vers le psychiatre. Malgré le fait que Jane soit partie en mauvaise posture la fois précédente, l'homme accepte de l'aider et lui permet de séjourner dans sa maison de campagne en compagnie de ses gardiens. Après l'assassinat du psychiatre et des deux vieilles épouses à qui Burton avait confié Jane, le complot qui pèse sur les épaules de Jane commence enfin à s'élucider. Grâce à l'aide de son mari Richard et de la police, les membres de la secte sont arrêtés et l'on découvre que toute l'histoire des messes noires a été concoctée par Barbara, également membre de la secte, afin de lui arracher l'héritage que lui a laissé l'assassin de leur mère. Richard la tue alors, faisant passer son acte pour un suicide.
À l'hôpital, Jane fait un cauchemar dans lequel son mari est tué par la secte, puis tout est étouffé car le chef de l'organisation a infiltré la police. En réalité, une fois rentré chez lui, Richard tue le persécuteur de Jane et Barbara, et alors que tout semble redevenu calme, le chef de la secte réapparaît, et tente de tuer Richard dans son immeuble, mais ce dernier parvient à l'éliminer en le jetant du haut du toit de l'immeuble. Le cauchemar semble alors définitivement terminé.

## Fiche technique
- Titre original : Tutti i colori del buio[1]
- Titre français : Toutes les couleurs du vice ou L'Alliance invisible[2]
- Réalisation : Sergio Martino
- Scénario : Ernesto Gastaldi et Sauro Scavolini
- Montage : Eugenio Alabiso
- Musique : Bruno Nicolai
- Photographie : Miguel Fernández Mila et Giancarlo Ferrando
- Production : Mino Loy et Luciano Martino
- Direction artistique : José Luis Galicia et Jaime Pérez Cubero
- Costumes : Silvio Laurenzi et Giulia Mafai
- Pays de production :  Italie,  Espagne
- Langue originale : italien
- Format : couleur - 2,35:1 - Mono - 35 mm
- Genre : giallo
- Durée : 88 minutes
- Dates de sortie : 
  - Italie : 28 février 1972
  - France : 3 janvier 1974

## Distribution
- George Hilton : Richard Steele
- Edwige Fenech : Jane Harrison
- Ivan Rassimov : Mark Cogan
- Julián Ugarte : J.P. McBrian
- George Rigaud : le docteur Burton
- Nieves Navarro (créditée comme Susan Scott) : Barbara Harrison
- Marina Malfatti : Mary Weil
- Luciano Pigozzi : Franciscus Clay
- Tom Felleghy : l'inspecteur Smith
- Dominique Boschero : la mère de Jane
- Renato Chiantoni : Mr. Main

## Autour du film
- Le tournage s'est déroulé à Londres ainsi qu'à Dublin[3].
- George Hilton avait déjà tourné sous la direction du cinéaste dans La Queue du scorpion et L'Étrange vice de madame Wardh, tous deux réalisés en 1971.